# San Luis, Tolima
San Luís là một khu tự quản thuộc tỉnh Tolima, Colombia. Thủ phủ của khu tự quản San Luís đóng tại San Luís Khu tự quản San Luís có diện tích 425 ki lô mét vuông. Đến thời điểm ngày 28 tháng 5 năm 2005, khu tự quản San Luís có dân số 16003 người.